# Kellyite
La kellyite est une espèce minérale du groupe des silicates (sous-groupe des phyllosilicates), de formule (MnII,Mg,Al)3(Si,Al)2O5(OH)4 avec des traces de Fe, Cu, Ca et K.

## Topotype
Bald Knob Deposit (Primary Ore Body; Crouse Knob Deposit), Bald Knob, Sparta, Alleghany Co., North Carolina, USA